# Sundre (Svezia)
Sundre è un piccolo centro abitato della Svezia, un cosiddetto socken, situato sull'isola di Gotland. Amministrativamente appartiene al comune di Gotland. Vi si trova un'antica chiesa medievale, la kirche.

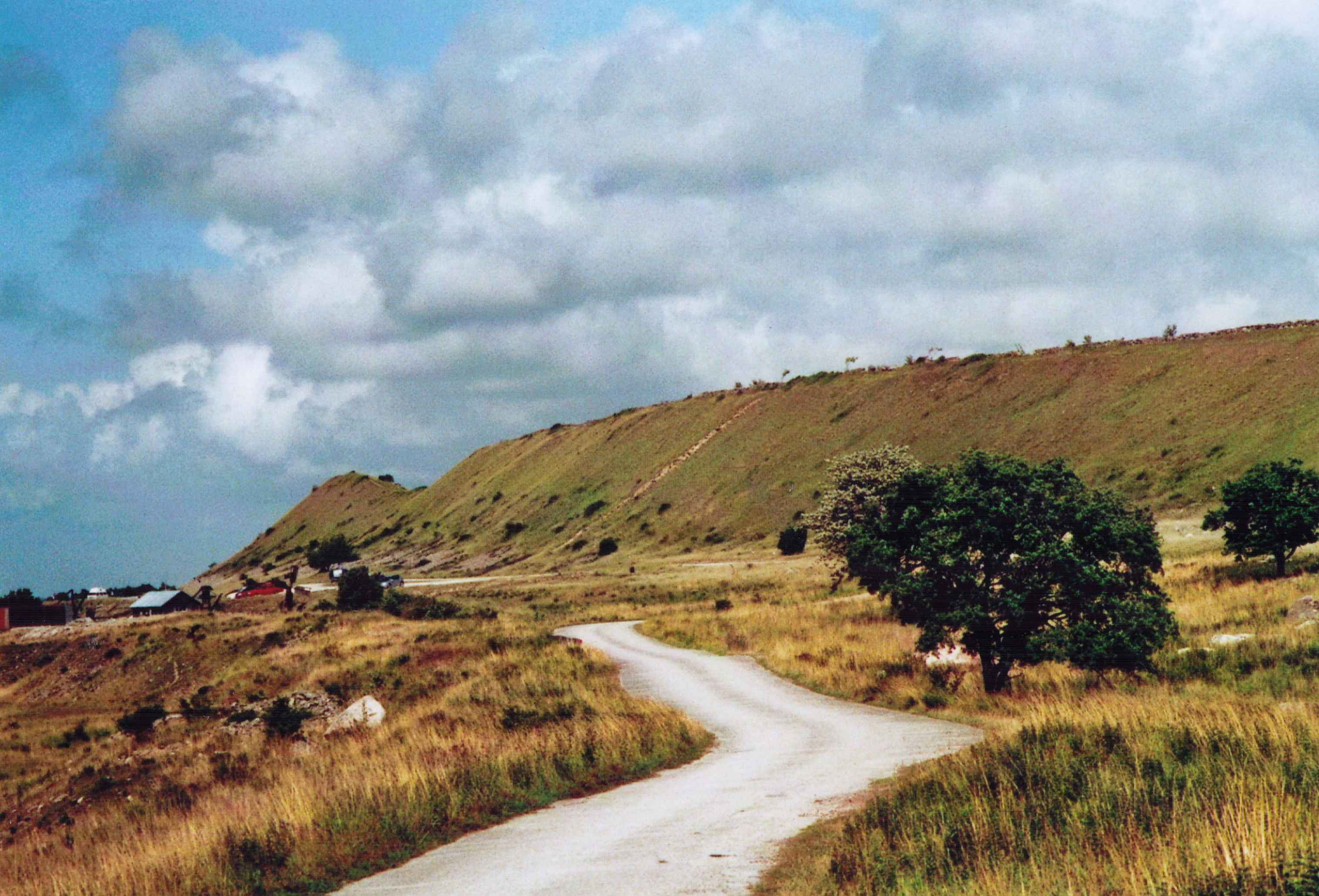
Paesaggio del luogo.

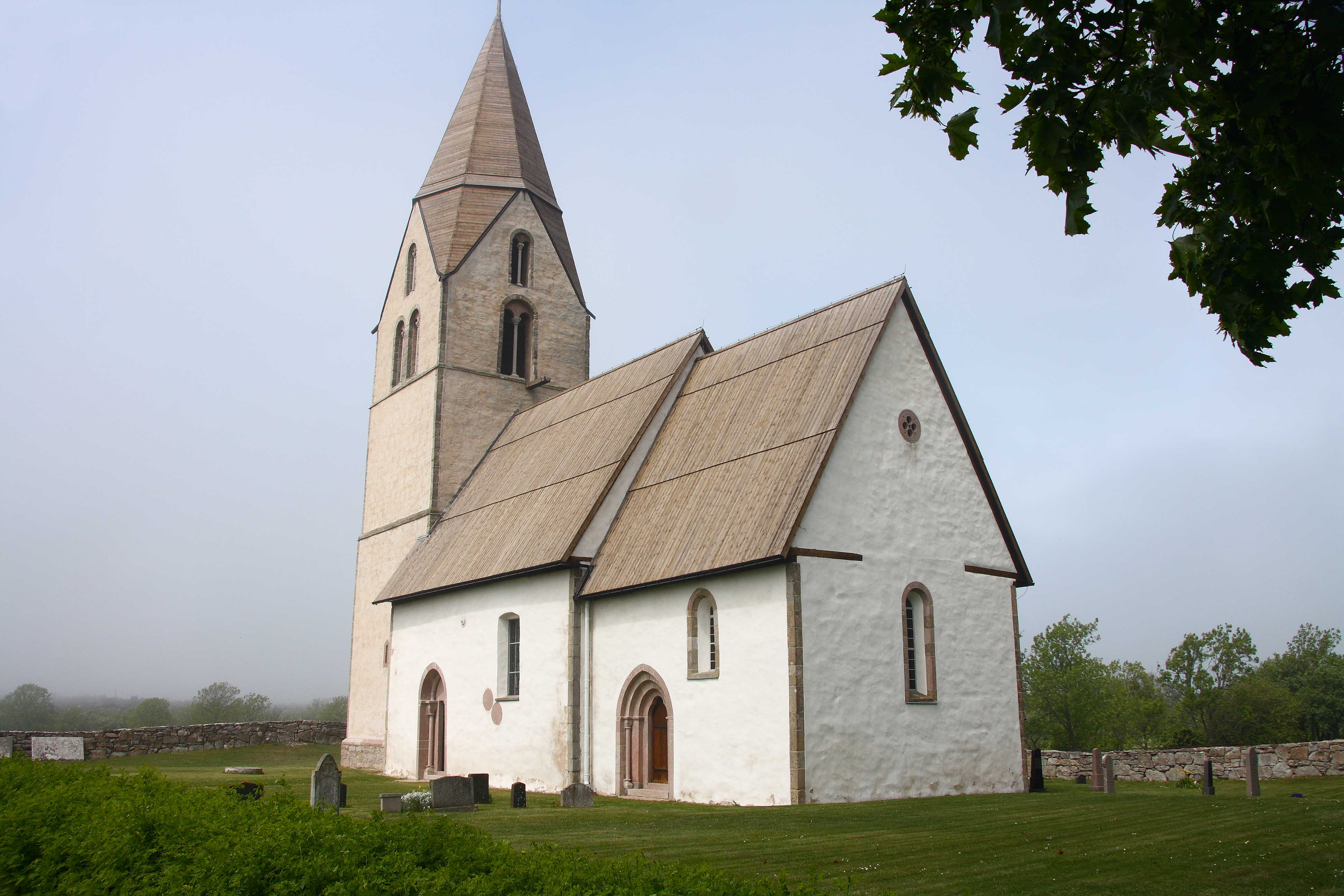
La kirche di Sundre.